# Wertungsjurisprudenz
Die Wertungsjurisprudenz ist eine Methodenlehre der Rechtswissenschaft. Entwickelt wurde sie im deutschen Rechtskreis als „kleinster gemeinsamer Nenner“ verschiedener Richtungen in den 1960er-Jahren. Sie folgt dem dogmatischen Ansatz, dass die Anwendung von Gesetzen, was deren Auslegung einschließt, stets wertend erfolgt. Vertreten wird die Auffassung vom überwiegenden Teil des Schrifttums und von der Rechtsprechung.
Die Wertungsjurisprudenz baut auf der Interessenjurisprudenz auf, welche wiederum zur historisch vorangegangenen Begriffsjurisprudenz in Abkehr steht. Teils werden Interessen- und Wertungsjurisprudenz synonym verwendet, was aber zu Abgrenzungsschwierigkeiten führt. Insoweit eine terminologische Unterscheidung nicht weiterhilft, lassen sich für das heutige Verständnis aber inhaltliche Unterschiede bei der Konstruktion des Verhältnisses zum Gesetzgeberwillen festmachen, eingeschlossen der Umgang mit Gesetzeslücken und Rechtsfortbildung.

## Herleitung
Die Dogmatik der Wertungsjurisprudenz steht in einer Tradition verschiedener Grundüberlegungen zum positiven Recht. Seit den großen kontinentaleuropäischen Kodifikationen um die Wende zum 19. Jahrhunderts, stellt sich die Frage, ob und wie Gesetzeswortlaut und Rechtspraxis in Einklang gebracht werden können.
Die noch dem Vernunftrecht verschriebene Begriffsjurisprudenz suchte nach einer dogmatischen Lösungstechnik, die einen mathematisch-logischen Denk- und Arbeitsansatz verfolgte. Für die Bildung von juristischen Begriffen war höchstmögliche Abstraktion angedacht. Formal von der Pandektistik geprägt und inspiriert durch die Logik der Naturwissenschaften, wurden ganze Begriffssysteme geschaffen, um aus ihnen Rechtssätze deduzieren zu können. Sie folgten den Idealen der Lückenlosigkeit und insbesondere der Wertungsfreiheit. Damit sich keine Rechtswidersprüche ergeben, wurden Definitionen aus Obersätzen abgeleitet. Einer richterlichen Auslegung sollte kein Raum mehr zugewiesen werden können, weshalb es zu vermeiden galt, dass sich Gesetzeslücken überhaupt auftun. Trotz der investierten – einst hochgelobten juristischen Detailarbeit – scheiterte das System aber an den Praktikabilitätserfordernissen des Rechtsverkehrs. Entgegen den Bestrebungen, führte das System Gegenteiliges vor Augen, denn es bedurfte des rechtsschöpfenden Tätigwerdens des Richters erst recht, sollten valide Lösungen für den Rechtsalltag nicht außer Sicht geraten. Die Lebenswirklichkeit war zu vielfältig und zu stark interessensgeprägt, als dass sie sich in festgelegten Formen modellhafter Rechtsableitung fundieren ließ.
In Abkehr zu den von der Begriffsjurisprudenz gesetzten Maßstäben, erlangte in den 1920er Jahren daher die Interessenjurisprudenz Bedeutung. Weit flexibler, erkannte sie, dass sich in Widerstreit befindende Interessen schon funktional nicht ohne Wertungen auskommen. Da das Verständnis dahin ging, dass jede Rechtsnorm als Entscheidung über Konflikte der sozialen Interessen betrachtet wurde, wurde fortan überprüft, welche der Gesetzgeber bei Abfassung der Norm konkret im Auge hatte. Der neue Lösungsansatz erleichterte die praktische Arbeit des Richters erheblich, denn ihm war damit gestattet, die Norm herauszusuchen, in welcher der Gesetzgeber den zugrundeliegenden Interessenskonflikt der Art nach bereits entschieden hat. Das Verhältnis zwischen Begriffsjurisprudenz, Interessensjurisprudenz und Wertungsjurisprudenz beschrieb Hans-Peter Haferkamp in Ansehung der modernen gesellschaftlichen Entwicklungen wie Praxisnähe, Verkehrsbedürfnis, Richterrecht und Einzelfallgerechtigkeit (kurz: praktische Bedürfnisse) so, dass das 19. Jahrhundert Recht und Leben entzweit und das 20. Jahrhundert sie wieder zusammengeführt habe.
Da der Protagonist der Interessenjurisprudenz, Philipp Heck, die Frage der Rechtsfortbildung aussparte, besser unbeantwortet ließ, wurde sie von den Vertretern der Wertungsjurisprudenz aufgegriffen und die Methode auf die Fälle erweitert, in denen für den konkreten Einzelfall eine rechtliche Regelung fehlte. Mittels sinngemäßer Vergleichsbetrachtung, konnte der Richter rechtliche Parallelbewertungen vornehmen, was zur Bildung von Analogien verhalf. Im Sinne einer kategorialen Betrachtung, war das die Befugnis zur Rechtsfortbildung. Die Methode spiegelte die Lebenswirklichkeit noch besser als der Ansatz der Interessenjurisprudenz und ließ die Bewertung unterschiedlichster Interessenslagen zu. Der Richter interpretierte und wurde gegebenenfalls rechtsschöpfend tätig. Erkannten Gesetzeslücken sollte er in der Weise begegnen, dass er zu deren Schließung „in die Rolle des Gesetzgebers soll schlüpfen dürfen“.
Besonders wurde diese Auffassung von den Vertretern der sogenannten Freirechtsschule postuliert. Immer dann, wenn es an einer eindeutigen gesetzlichen Regelung ermangelte, oder auch nicht ermangelte, weil eine gesetzliche Regelung bestand, aber diese nach Auffassung des Richters nach einem vollzogenen gesellschaftlichen Wandel unzeitgemäß und bedeutungslos war, durfte „freies Recht“, mithin richterlich geschaffenes Recht, entstehen.

## Maßstäbe
Die Vertreter der Wertungsjurisprudenz stellten fest, dass Interessenskonflikte durch Wertentscheidungen des Gesetzgebers ausgelöst werden, denn einer Norm liegen durchweg bestimmte, zumindest aber bestimmbare, ethische Grundwerte zugrunde. Diese Auffassung wird heute ganz überwiegend vertreten. Eine steuernde Rolle spielen dabei die verfassungsrechtlichen Grundwertentscheidungen, denn diese bilden die Spitze der Normenhierarchie. Da das Verfassungsrecht dem niederrangigen Recht vorangestellt ist, „beseelt“ es mit seinen Wertentscheidungen das aus ihm heraus derivierte Recht.
Da bereits das Reichsgericht diesen „Geist“ auf die Weimarer Verfassung anwandte, trug sich Heinrich Stoll 1931 mit dem Gedanken, die Interessenjurisprudenz in Wertungsjurisprudenz umzubenennen. Auch Franz Wieacker suchte nach einer Abgrenzung der Terminologien und unterschied nach eher rechtsphilosophischen Gesichtspunkten. Er vertrat die Auffassung, dass die Interessenjurisprudenz einen durch die Interessen kausal vorgegebenen Determinismus einschließe, die Wertungsjurisprudenz hingegen eine indeterministische und damit freie gesetzgeberische Wertung zuließe. Franz Bydlinski hielt diese Unterscheidung wiederum für unergiebig, weil sich Heck einer rechtsphilosophischen Beurteilung gerade enthalten habe und methodischer Erkenntnisgewinn nicht erzielt werden könne.
Die Grundwertentscheidungen der Verfassungsnormen gelten rechtsübergreifend. Sie treten damit in den privatrechtlichen Rechtsnormen zum Vorschein. Im Zweifel müsste die Rechtsordnung zusätzlich einbezogen werden. Sich auftuende Regelungslücken sind vom Richter im Lichte dieser Wertentscheidungen zu füllen. Die Wertmaßstäbe finden sich nach der bewertenden Dogmatik nicht nur in den bestimmten Rechtsbegriffen angelegt, weil unscharfe Randzonen stets anzunehmen sind, sondern auch in den unbestimmten, also dort, wo das Gesetz Mehrdeutigkeit bewusst zulässt. Am Ende der Entwicklung steht die heute aktualisierte, aber bereits 1914 von Arthur Nussbaum eingeführte Rechtstatsachenforschung. Vertreter der Wertungsjurisprudenz sind sich darüber bewusst, dass alternative Wertungen möglich sind und daraus dann die sachgerechteste ermittelt werden muss.
Mit der zunehmenden Klarstellung des Begriffs erlangten verschiedene Rechtsbegriffe stärkere Konturen, so etwa der des Persönlichkeitsrechts, der des Immaterialgüterrechts oder das Institut des subjektiven Rechts. Billigkeitsgesichtspunkte und moralische Werte wurden in die Rechtsbildung und die Rechtsfindung eingebunden. Rein logisch argumentierende Lehrmeinungen gerieten ins Hintertreffen, während Meinungen, die die Bewertung von Fragen zu sozialen Konflikten einbezogen, Konjunktur hatten.

## Kritik
Die Vertreter der international durchaus beachteten kritischen Jurisprudenz halten der Wertungsjurisprudenz entgegen, sie sei wertlos und verschleiere lediglich den Rechtsfindungsprozess. Von einer Rechtsnorm könne nicht mehr an Wertmaßstäben entnommen werden, als ihr der Gesetzgeber mitgegeben habe. Eine wertende Interpretation (Auslegung) gehe in Wahrheit vom Rechtsanwender aus. Zur Lösung anstehender Rechtsprobleme sei vielmehr eine sorgfältige und verantwortungsbewusste Diskussion darüber empfehlenswert, welche alternative Wertung der Norm beigemessen werden könne und auch dürfe (Primat der teleologischen Interpretation).
Im Rahmen eines Reviews zur Diskussion über die Prinzipien der „Gesetzesinterpretation“ – Gegenstand sind die Analysen Jan Schröders in dessen Grundlagenwerk zur juristischen Methodenlehre – äußert H.-P. Haferkamp den Verdacht, dass die Wertungsjurisprudenz, die die subjektive Auslegung als bindend ablehnt, die lange abgelehnte Wortsinngrenze wieder belebe und einer historischen Auslegung als Erkenntnishilfe gegebenenfalls den Weg ebne.